# Autoserica iringensis
Autoserica iringensis är en skalbaggsart som beskrevs av Moser 1916. Autoserica iringensis ingår i släktet Autoserica och familjen Melolonthidae. Inga underarter finns listade.